# Dodekaedarski fraktal
Dodekaedarski fraktal je fraktal kod kojeg se dodekaedar zamijeni s 20 manjih dodekaedara u svakom vrhu. To je jedan od rijetkih geometrijskih fraktala u trodimenzionalnom prostoru koji nema svoj dvodimenzionalni analogon.

## Konstrukcija
Napravi se 20 novih dodekaedara s faktorom skaliranja od {\displaystyle {\frac {1}{2+\phi }}\approx 0.2764}, gdje je φ vrijednost zlatnog reza, {\displaystyle \phi ={\frac {1+{\sqrt {5}}}{2}}}. Ti se dodekaedri postave unutar početnog dodekaedra tako da s njim dijele po jedan vrh. Faktor skaliranja je takav da se manji dodekaedri dodiruju. Fraktalna dimenzija je {\displaystyle {\frac {\log 20}{\log(2+\phi )}}\approx 2.33}.